# Одна гривна (монета)
1 гривна (укр. 1 гривня) — серия украинских монет массового выпуска, используемых в повседневном денежном обороте. Выпускается также инвестиционная монета из серебра.
На гурте всех массовых монет размещены вдавленные надписи «ОДНА ГРИВНЯ» и год чеканки, отделённые друг от друга вдавленными точками.
Монеты номиналом 1 гривна всех выпусков находятся в обращении и являются действительным платёжным средством Украины, обязательны к приёму по номинальной стоимости без количественных ограничений.
В сентябре 2020 года министр Кабинета министров Олег Немчинов обратился к главе Национального банка Кириллу Шевченко с просьбой заменить изображения киевских князей Владимира Великого и Ярослава Мудрого на монетах номиналом 1 гривна и 2 гривны: «Я хочу попросить сбрить бороду Владимиру Великому и Ярославу Мудрому и вернуть нам наших князей в таком виде, в котором они были на оригинальных, лучших гривнях». На банкнотах первого и второго поколений Владимир Великий и Ярослав Мудрый были изображены без бород, но в 2000-х годах их портреты изменили и эти же изображения попали на монеты.

## Оборотная монета образца 1995 года
Стандартный вариант: диаметр 26,0 мм, толщина — 1,85 мм, вес — 6,9 г (2001) или 7,1 г (1995, 1996, 2002), изготавливалась из латуни (1995, 1996) или алюминиевой бронзы (2001, 2002, 2003). Художник — Василий Лопата.
На аверсе монеты в центре изображён Герб Украины, обрамлённый с обеих сторон орнаментом из двух дубовых листков и двух колосков. Над гербом размещена надпись «Украина», а под ним — год чеканки монеты. Не на всех выпусках правее года чеканки находится логотип Монетного двора Национального банка Украины. По периметру — выпуклый кант. Изображения и надписи — рельефные.
На реверсе монеты в центре обозначен номинал монеты. С обеих сторон от цифры «1» симметрично размещены орнамент из стилизованного изображения ветвей. По периметру — выпуклый кант. Изображение на надписи — рельефные.

## Оборотные монеты образца 2004 года

### Владимир Великий

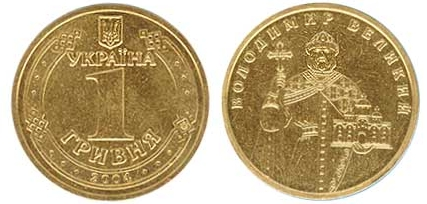
Одна гривна образца 2004 года

С 2004 года вместо монеты образца 1995 года выпускается оборотная монета номиналом 1 гривна с изображением на реверсе Владимира Великого (аналогичный портрет размещён и на банкнотах номиналом 1 гривна образца 1994—2001 годов). Во времена правления князя Владимира завершилось формирование древнерусского государства и введено христианство как государственная религия.
Диаметр 26,0 мм, толщина — 1,85 мм, вес — 6,8 г, алюминиевая бронза, годы чеканки: 2004—2006, 2010—2012, 2014. Художник — Владимир Демьяненко.
На аверсе монеты в центре обозначен номинал монеты, вверху изображён Герб Украины, внизу — год чеканки (2004). Обрамление формирует древнерусский орнамент. Справа от указания номинала в орнамент включён логотип Монетного двора Национального банка Украины.
На реверсе размещено изображение князя Владимира Великого, держащего в правой руке крест, а в левой — стилизованное изображение Десятинной церкви. Вверху круговая надпись: укр. «ВОЛОДИМИР ВЕЛИКИЙ».
Дата введения в обращение — 25 октября 2004 года.

### 60 лет освобождения Украины от фашистских захватчиков

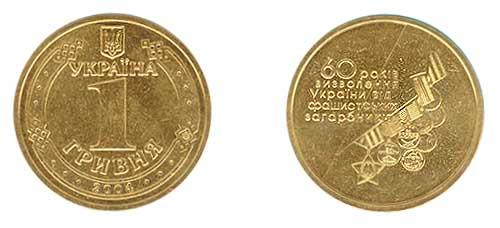
Одна гривна образца 2004 года

Оборотная монета номиналом 1 гривна «60 лет освобождения Украины от фашистских захватчиков» посвящена 60-й годовщине освобождения Украины от фашистских захватчиков.
Диаметр 26,0 мм, толщина — 1,85 мм, вес — 6,8 г, алюминиевая бронза, год чеканки: 2004. Художники — Роман Чайковский и Владимир Демьяненко.
Аверс монеты идентичен аверсу 1 гривны «Владимир Великий».
На реверсе изображён лацкан пиджака с наградами: орден Славы, медали «За отвагу», «За боевые заслуги», «За оборону Киева» и другие. В пяти строках надпись укр. «60 років визволення України від фашистських загарбників».
Дата введения в обращение — 25 октября 2004 года.

## Оборотная монета образца 2005 года

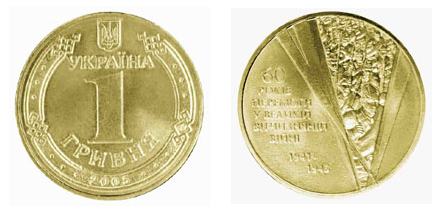
Одна гривна образца 2005 года

Оборотная монета номиналом 1 гривна «60 лет Победы в Великой Отечественной войне 1941—1945 годов» посвящена 60-й годовщине победы в Великой Отечественной войне, участникам боевых действий 1941—1945 годов, памяти павших в борьбе с фашизмом и ветеранам трудового фронта.
Диаметр 26.0 мм, толщина — 1.85 мм, вес — 6.8 г, алюминиевая бронза, год чеканки: 2005. Художники — Владимир Демьяненко (аверс), Владимир Атаманчук (реверс).
Аверс монеты идентичен аверсу 1 гривны «Владимир Великий».
На реверсе в части сегмента, который ограничен тремя лучами прожекторов, изображены солдаты, которые возвращаются с фронта. Слева размещена многострочная надпись укр. 60 РОКІВ ПЕРЕМОГИ У ВЕЛИКІЙ ВІТЧИЗНЯНІЙ ВІЙНІ 1941 — 1945
Дата введения в обращение — 28 апреля 2005 года.

## Оборотная монета образца 2010 года

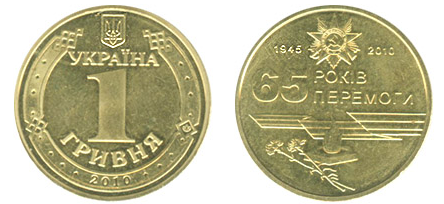
Одна гривна образца 2010 года

Оборотная памятная монета номиналом 1 гривна «65 лет Победы» посвящена 65-й годовщине победы в Великой Отечественной войне, участникам боевых действий 1941—1945 годов, памяти павших в борьбе с фашизмом и ветеранам трудового фронта.
Диаметр 26,0 мм, толщина — 1,85 мм, вес — 6,8 г, алюминиевая бронза, год чеканки: 2010. Художник — Владимир Демьяненко.
Аверс монеты идентичен аверсу 1 гривны «Владимир Великий».
На реверсе монеты вверху изображён орден Отечественной войны, с обеих сторон от него — даты 1945—2010, по центру — надпись укр. 65 РОКІВ ПЕРЕМОГИ, под которой изображена георгиевская лента и две гвоздики у Вечного огня.
Дата введения в обращение — 28 апреля 2010 года.

## Оборотная монета образца 2012 года

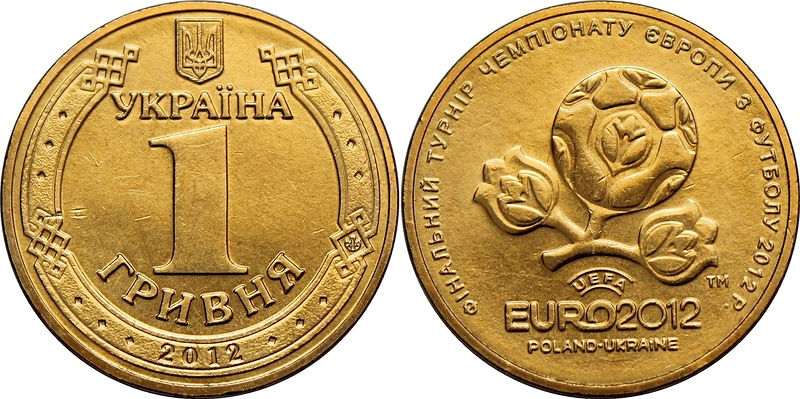
Одна гривна образца 2012 года

Оборотная памятная монета номиналом 1 гривна «Финальный турнир чемпионата Европы по футболу 2012 г.» посвящена спортивному событию — финальному турниру чемпионата Европы по футболу 2012 г., который проводился в городах Украины и Польши.
Монета является официальной лицензированной продукцией УЕФА.
Диаметр 26,0 мм, толщина — 1,85 мм, вес — 6,8 г, алюминиевая бронза, год чеканки: 2012. Художник — Владимир Демьяненко.
Аверс монеты идентичен аверсу 1 гривны «Владимир Великий».
На реверсе монеты по окружности расположена надпись укр. ФІНАЛЬНИЙ ТУРНІР ЧЕМПІОНАТУ ЄВРОПИ З ФУТБОЛУ 2012 р., в центре — логотип Евро-2012, под которым надписи: UEFA/EURO 2012™/POLAND-UKRAINE.
Дата введения в обращение — 1 марта 2012 года

## Оборотная монета образца 2015 года

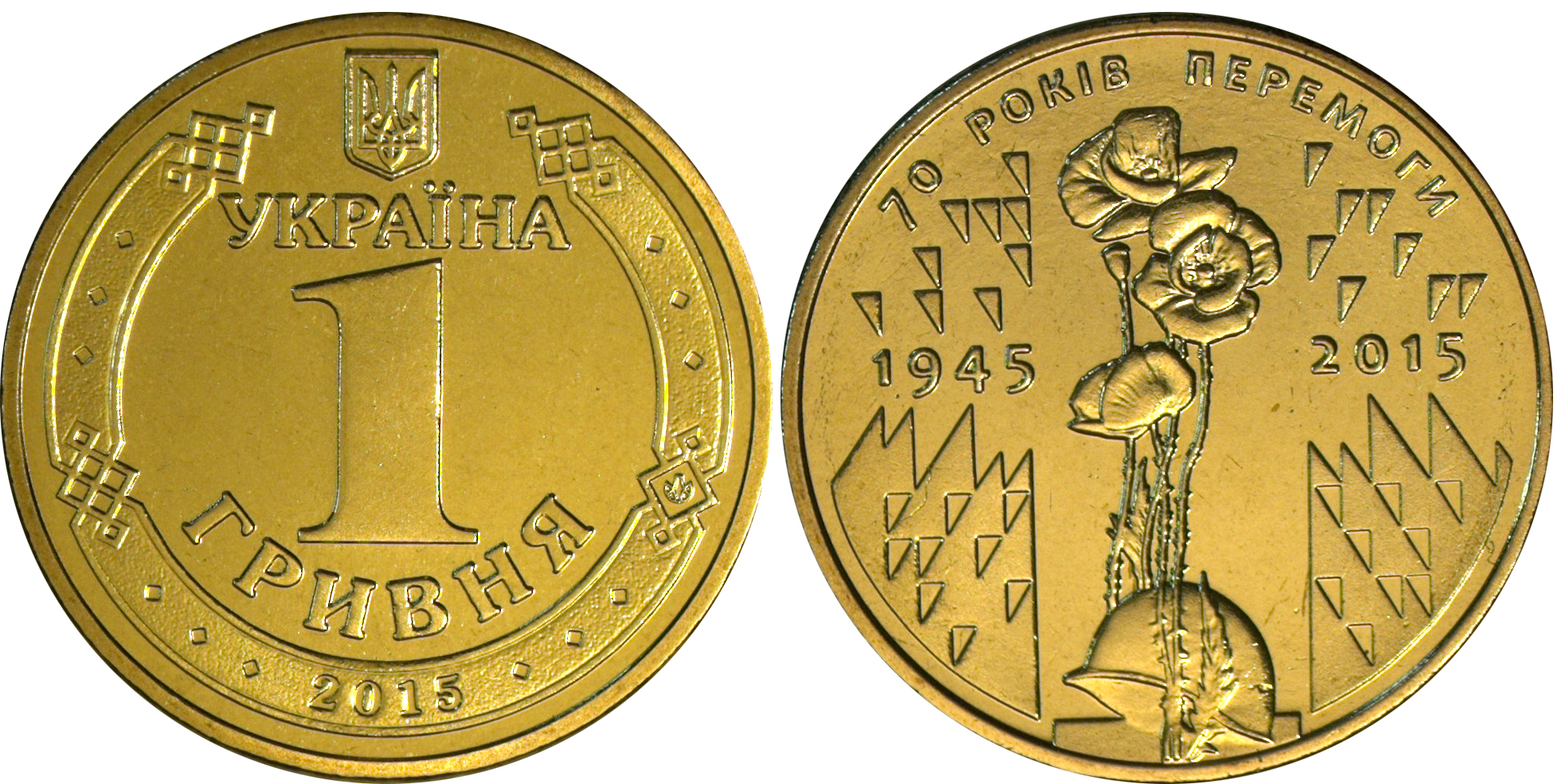
Одна гривна образца 2015 года

Оборотная памятная монета номиналом 1 гривна «70 лет Победы» посвящена 70-й годовщине победы во Второй мировой войне.
Диаметр 26,0 мм, толщина — 1,85 мм, вес — 6,8 г, алюминиевая бронза, год чеканки: 2015. Художник — аверс: Владимир Демьяненко; реверс: Владимир Таран, Александр Харук, Сергей Харук.
Аверс монеты идентичен аверсу 1 гривны «Владимир Великий».
На реверсе монеты изображена стилизованная композиция: солдатская каска и цветы мака — символы памяти, слева надпись 1945, справа — 2015. Треугольники, которые символизируют пламя свечей. Вверху надпись полукругом укр. 70 РОКІВ ПЕРЕМОГИ.
Дата введения в обращение — 7 мая 2015 года.

## Оборотная монета образца 2016 года
Оборотная памятная монета номиналом 1 гривна посвящена 20-летию внедрения национальной валюты Украины — гривны.
Диаметр 26,0 мм, толщина — 1,85 мм, вес — 6,8 г, алюминиевая бронза, год чеканки: 2016. Художник — аверс: Владимир Демьяненко; реверс: Владимир Таран, Александр Харук, Сергей Харук.
Аверс монеты идентичен аверсу 1 гривны «Владимир Великий».
На реверсе монеты изображена стилизированная композиция: одногривневая монета на фоне одногривневых банкнот образца 1992 года и надписи: укр. ГРОШОВІЙ РЕФОРМІ В УКРАЇНІ (сверху полукругом), 20/РОКІВ и знак гривны ₴ внизу.
Дата введения в обращение — 1 сентября 2016 года.

## Оборотная монета образца 2018 года
Введена в обращение 27 апреля 2018 года, изготовлена из стали. Аверс монеты не претерпел существенных изменений по сравнению с предыдущими одногривневыми монетами, на реверсе размещён портрет князя Владимира Великого, заимствованный с одногривневых банкнот образца 2003—2006 годов.

## Общие данные
| Оборотные (1 грн.) монеты, находящиеся в обращении | Оборотные (1 грн.) монеты, находящиеся в обращении | Оборотные (1 грн.) монеты, находящиеся в обращении | Оборотные (1 грн.) монеты, находящиеся в обращении | Оборотные (1 грн.) монеты, находящиеся в обращении | Оборотные (1 грн.) монеты, находящиеся в обращении | Оборотные (1 грн.) монеты, находящиеся в обращении    | Оборотные (1 грн.) монеты, находящиеся в обращении | Оборотные (1 грн.) монеты, находящиеся в обращении        | Оборотные (1 грн.) монеты, находящиеся в обращении | Оборотные (1 грн.) монеты, находящиеся в обращении | Оборотные (1 грн.) монеты, находящиеся в обращении |
| Изображение                                        | Изображение                                        | Номинал                                            | Параметры                                          | Параметры                                          | Параметры                                          | Параметры                                             | Описание                                           | Описание                                                  | Описание | Дата                                               | Дата                                               |
| Аверс                                              | Реверс                                             | Номинал                                            | Диаметр                                            | Толщина                                            | Масса                                              | Материал                                              | Гурт                                               | Аверс                                                     | Реверс | первой чеканки                                     | выпуска                                            |
| -------------------------------------------------- | -------------------------------------------------- | -------------------------------------------------- | -------------------------------------------------- | -------------------------------------------------- | -------------------------------------------------- | ----------------------------------------------------- | -------------------------------------------------- | --------------------------------------------------------- | --- | -------------------------------------------------- | -------------------------------------------------- |
|                                                    |                                                    | 1 гривна                                           | 26 мм                                              | 1,85 мм                                            | 7,1 или 6,9 г                                      | До 1996 — Латунь, начиная с 2001 — алюминиевая бронза | Надпись: «ОДНА ГРИВНЯ», год чеканки                | Герб Украины, год чеканки                                 | 1995 | 12 марта 1997                                      | 1992 (не введена в оборот), 1995—1996, 2001—2003   |
|                                                    |                                                    | 1 гривна                                           | 26 мм                                              | 1,85 мм                                            | 6,8 г                                              | Алюминиевая бронза                                    | Надпись: «ОДНА ГРИВНЯ», год чеканки                | Герб Украины, древнеславянский узор, номинал, год чеканки | Владимир Великий | 2004                                               | 25 октября 2004                                    |
|                                                    |                                                    | 1 гривна                                           | 26 мм                                              | 1,85 мм                                            | 6,8 г                                              | Алюминиевая бронза                                    | Надпись: «ОДНА ГРИВНЯ», год чеканки                | Герб Украины, древнеславянский узор, номинал, год чеканки | Надпись: «60 років визволення України від фашистських загарбників», лацкан пиджака с орденами и медалями | 2004                                               | 25 октября 2004                                    |
|                                                    |                                                    | 1 гривна                                           | 26 мм                                              | 1,85 мм                                            | 6,8 г                                              | Алюминиевая бронза                                    | Надпись: «ОДНА ГРИВНЯ», год чеканки                | Герб Украины, древнеславянский узор, номинал, год чеканки | Надпись: «60 РОКІВ ПЕРЕМОГИ У ВЕЛИКІЙ ВІТЧИЗНЯНІЙ ВІЙНІ 1941—1945», солдаты, освещенные тремя прожекторами | 2005                                               | 28 апреля 2005                                     |
|                                                    |                                                    | 1 гривна                                           | 26 мм                                              | 1,85 мм                                            | 6,8 г                                              | Алюминиевая бронза                                    | Надпись: «ОДНА ГРИВНЯ», год чеканки                | Герб Украины, древнеславянский узор, номинал, год чеканки | Надпись: «65 РОКІВ ПЕРЕМОГИ 1945—2010», Орден Отечественной войны, Георгиевская лента, две гвоздики у Вечного огня. | 2010                                               | 28 апреля 2010                                     |
|                                                    |                                                    | 1 гривна                                           | 26 мм                                              | 1,85 мм                                            | 6,8 г                                              | Алюминиевая бронза                                    | Надпись: «ОДНА ГРИВНЯ», год чеканки                | Герб Украины, древнеславянский узор, номинал, год чеканки | Надпись по кругу: «ФІНАЛЬНИЙ ТУРНІР ЧЕМПІОНАТУ ЄВРОПИ З ФУТБОЛУ 2012 р.», в центре логотип Евро-2012, под ним надписи: «UEFA/EURO 2012™/POLAND-UKRAINE».                                                                         | 2012                                               | 1 марта 2012                                       |
|                                                    |                                                    | 1 гривна                                           | 26 мм                                              | 1,85 мм                                            | 6,8 г                                              | Алюминиевая бронза                                    | Надпись: «ОДНА ГРИВНЯ», год чеканки                | Герб Украины, древнеславянский узор, номинал, год чеканки | Надпись по кругу: «70 РОКІВ ПЕРЕМОГИ», стилизованная композиция: солдатская каска и цветы мака — символы памяти, слева надпись 1945, справа — 2015. Треугольники, которые символизируют пламя свечей.                            | 2015                                               | 7 мая 2015                                         |
|                                                    |                                                    | 1 гривна                                           | 26 мм                                              | 1,85 мм                                            | 6,8 г                                              | Алюминиевая бронза                                    | Надпись: «ОДНА ГРИВНЯ», год чеканки                | Герб Украины, древнеславянский узор, номинал, год чеканки | Надпись по кругу: «ГРОШОВІЙ РЕФОРМІ В УКРАЇНІ 20 РОКІВ», стилизированная композиция: одногривневая монета на фоне одногривневых банкнот и надписи: ГРОШОВІЙ РЕФОРМІ В УКРАЇНІ(сверху полукругом), 20/РОКІВ и знак гривны ₴ внизу | 2016                                               | 1 сентября 2016                                    |

## Инвестиционная монета

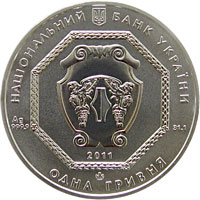
Аверс серебряной монеты 1 грн. 2011 года

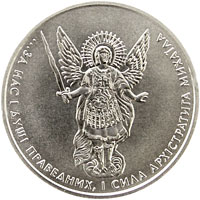
Реверс серебряной монеты 1 грн. 2011 года

Монета 1 гривна из серебра — Ag 999,9, масса драгоценного металла 31,1 г, диаметр 38,6 мм, толщина монеты с гуртом 3,0 мм; гурт монеты рифлёный; качество чеканки анциркулейтед, год чеканки 2011, тираж 10 000 шт.
На аверсе монет размещены: вверху малый Государственный Герб Украины и надпись полукругом укр. НАЦІОНАЛЬНИЙ БАНК УКРАЇНИ, в центре в восьмиугольном обрамлении на щите изображена эмблема Национального банка Украины — аллегорические фигуры грифонов, между которыми изображена гривна (денежно-весовая единица Древней Руси). Эмблема символизирует охрану и приумножение золотого запаса государства. Также размещены номинал монеты, год чеканки, обозначение металла, его пробы и массы.
На реверсе монет изображён Архангел Михаил, который является одним из самых почитаемых библейских персонажей, победителем зла, покровителем воинов, сражающихся за правое дело. По кругу размещена надпись укр. …ЗА НАС І ДУШІ ПРАВЕДНИХ, І СИЛА АРХІСТРАТИГА МИХАЇЛА (строки из поэмы Т. Г. Шевченко «Гайдамаки»).

## Памятники

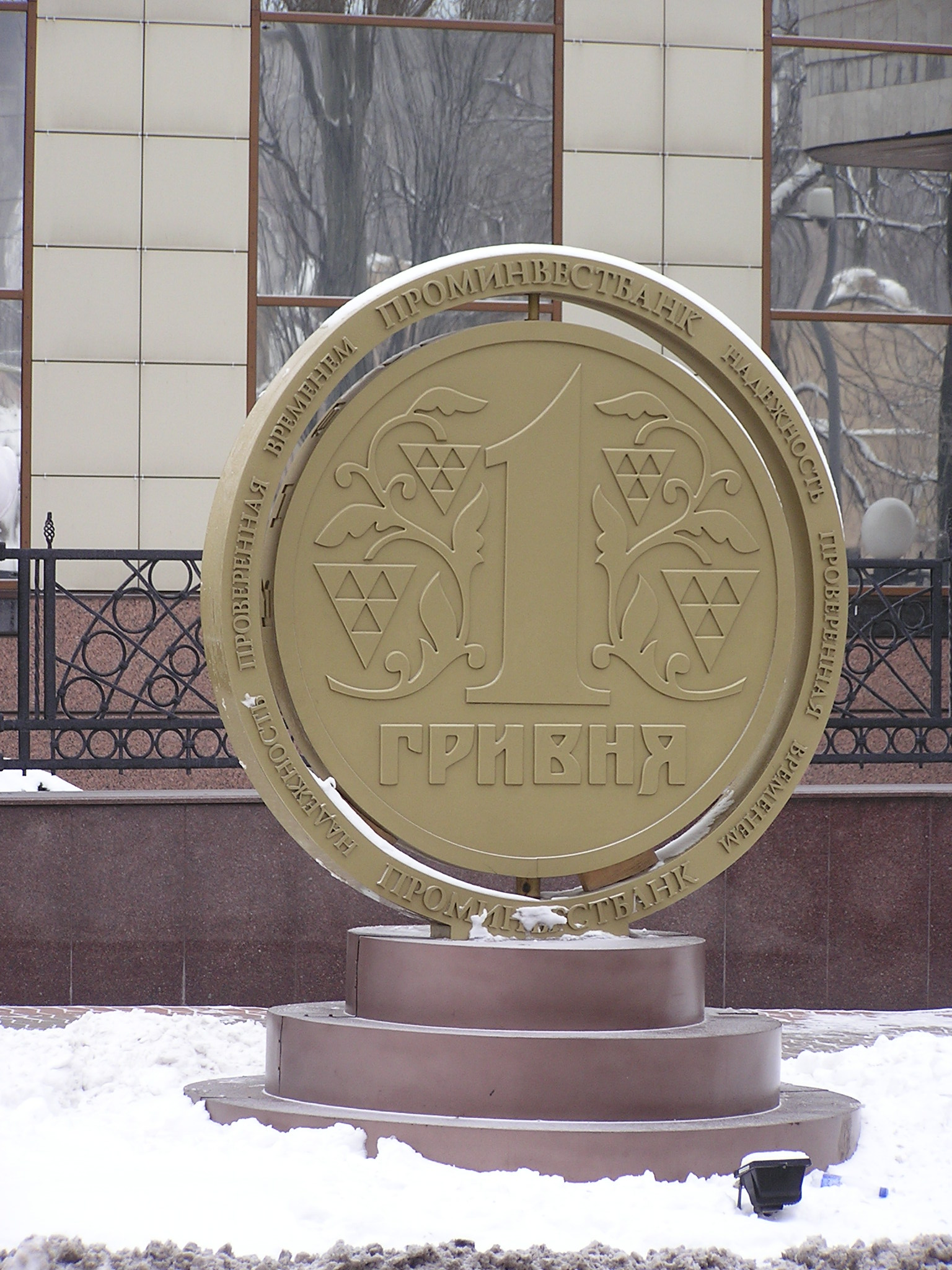
Памятник гривне в Донецке

В Донецке в мае 2005 года перед центральным офисом Проминвестбанка был установлен памятник гривне в виде изображения монеты «1 гривна» образца 1995 года. Памятник выполнен из нержавеющей стали, окрашен под золото. Монета периодически вращалась вокруг вертикальной оси.. Демонтирован в ноябре 2015 года.
В Киеве в мае 2019 года у главного корпуса Киевского национального экономического университета появился памятник, получивший название «Гривна Всемогущая». Скульптура представляет собой монету номиналом 1 гривна образца 1995 года. Проект создавался на деньги меценатов.